# Aspidomorphus schlegeli
Aspidomorphus schlegeli är en ormart som beskrevs av Günther 1872. Aspidomorphus schlegeli ingår i släktet Aspidomorphus och familjen giftsnokar och underfamiljen havsormar. Inga underarter finns listade.
Arten förekommer på Nya Guinea. Honor lägger ägg.